# Баллерсдорф
Баллерсдо́рф (фр. Ballersdorf) — коммуна на северо-востоке Франции в регионе Гранд-Эст (бывший Эльзас — Шампань — Арденны — Лотарингия), департамент Верхний Рейн, округ Альткирш, кантон Мазво. До марта 2015 года коммуна административно входила в состав кантона Альткирш (округ Альткирш).
Площадь коммуны — 10,72 км², население — 845 человек (2006) с тенденцией к стабилизации: 815 человек (2012), плотность населения — 76,0 чел/км².

## Население
Численность населения коммуны в 2011 году составляла 808 человек, а в 2012 году — 815 человек.
| 1962 | 1968 | 1975 | 1982 | 1990 | 1999 | 2005 | 2006 | 2011 | 2012 |
| ---- | ---- | ---- | ---- | ---- | ---- | ---- | ---- | ---- | ---- |
| 600  | 602  | 617  | 659  | 642  | 719  | 829  | 845  | 808  | 815  |

Динамика населения:

## Экономика
В 2010 году из 520 человек трудоспособного возраста (от 15 до 64 лет) 411 были экономически активными, 109 — неактивными (показатель активности 79,0 %, в 1999 году — 71,7 %). Из 411 активных трудоспособных жителей работали 378 человек (204 мужчины и 174 женщины), 33 числились безработными (20 мужчин и 13 женщин). Среди 109 трудоспособных неактивных граждан 49 были учениками либо студентами, 32 — пенсионерами, а ещё 28 — были неактивны в силу других причин.
На протяжении 2011 года в коммуне числилось 342 облагаемых налогом домохозяйства, в которых проживало 843 человека. При этом медиана доходов составила 23836 евро на одного налогоплательщика.